# Lesia Jewdokimowa
Lesia Anatoljewna Jewdokimowa; z d. Machno (ros. Леся Анатольевна Евдокимова; ur. 4 września 1981 w obwodzie połtawskim) – rosyjska siatkarka, grająca na pozycji przyjmującej. Obecnie występowała w drużynie Dinamo Kazań. Mistrzyni Świata 2010.

## Sukcesy

### reprezentacyjne
- Mistrzostwa Świata:
  -  2010

### klubowe
- Liga Mistrzyń:
  -  2007, 2009
  -  2012
- Mistrzostwa Rosji:
  -  2007, 2009, 2012
- Puchar Rosji:
  -  2009, 2012

## Życie prywatne
W 2012 wyszła za mąż, za Jegora Jewdokimowa, rosyjskiego piłkarza ręcznego.